# Josef Nilsson (läkare)
Josef Nilsson, född 28 december 1884 i Malmö, död 25 november 1965, var en svensk psykiater.
Efter mogenhetsexamen i Malmö 1905 avlade Nilsson mediko-filosofisk examen 1907, blev medicine kandidat 1910 och medicine licentiat 1916 i Lund. Han var amanuens vid Stockholms hospital (Konradsberg) 1912–13, amanuens samt extra läkare vid Lunds hospital 1913–16, biträdande läkare vid Vadstena hospital 1917–22, biträdande i sjukvård vid Vadstena lasarett samt uppehöll läkarbefattningen vid Östergötlands läns sjukhem i Vadstena 1917, läkare vid samrealskolan där 1917–22, hospitalsläkare av första klassen vid Strängnäs hospital 1922–28, tillförordnad överläkare vid Nyköpings hospital sju månader 1925, vid Piteå hospital 1926–28 samt överläkare av första klassen och sjukhuschef vid Sankta Gertruds sjukhus i Västervik från 1929–49. Han var extra sjukvårdsläkare vid kronohäktet i Västervik 1932–38. Han var ledamot av Vadstena hälsovårdsnämnd 1920–22.